# 랴푸노프 방정식
랴푸노프 방정식
제어이론에서 이산 랴푸노프 방정식은 다음과 같은 형태이다.
{\displaystyle AXA^{H}-X+Q=0}
여기서 Q는 에르미트 행렬이다. 연속 랴푸노프 방정식의 형태는 다음과 같다.
{\displaystyle AX+XA^{H}+Q=0}.
랴푸노프 방정식은 제어 이론의 많은 분야에서 사용되는데, 예를 들어 랴푸노프 안정성, 최적 제어 등이 있다.  이 방정식은 러시아 수학자인 알렉산드르 랴푸노프의 이름을 따온 것이다.

## 안정성 증명
행렬 {\displaystyle A\in \mathbb {R} ^{n\times n}} 와 대칭행렬 {\displaystyle P,Q\in \mathbb {R} ^{n\times n}} 에 대하여 다음의 정리가 성립한다.
정리(이산 시간 버전). 주어진 {\displaystyle A} 에 대하여, {\displaystyle A^{T}PA-P+Q=0} 을 만족하는 {\displaystyle P>0}, {\displaystyle Q>0} 가 존재하면, 선형 시스템 {\displaystyle x(t+1)=Ax(t)}는 초기조건에 관계없이 0으로 수렴한다.  이 때 이차함수 {\displaystyle V(x)=x^{T}Px}는 안정화를 확인하는 랴푸노프 함수이다.
정리(연속 시간 버전).  주어진 {\displaystyle A} 에 대하여,  {\displaystyle A^{T}P+PA+Q=0} 을 만족하는 {\displaystyle P>0}, {\displaystyle Q>0} 가 존재하면, 선형 시스템 {\displaystyle {\dot {x}}=Ax}는 초기조건에 관계없이 0으로 수렴한다. 이 때 이차함수 {\displaystyle V(x)=x^{T}Px}는 랴푸노프 함수이다.

## 해의 계산
주어진  {\displaystyle A} 에 대하여 {\displaystyle \operatorname {vec} (A)}를 {\displaystyle A}의 열을 쌓아서 벡터로 변환하는 연산자로 정의하고,
{\displaystyle A\otimes B}를 {\displaystyle A}와 {\displaystyle B} 의 크로네커 곱으로 정의하자.
두 연산자를 사용하여 랴푸노프 방정식을 선형 방정식으로 변환할 수 있고, {\displaystyle A}가 안정한 경우 적분 (연속 시간의 경우) 혹은 무한급수 (이산 시간의 경우)를 사용하여 해를 표현할 수 있다.

### 이산 시간
연산자 {\displaystyle \operatorname {vec} }의 성질인 {\displaystyle \operatorname {vec} (ABC)=(C^{T}\otimes A)\operatorname {vec} (B)}를 이용하면, 랴푸노프 방정식을 다음과 같이 표현할 수 있다.
{\displaystyle (I-{\bar {A}}\otimes A)\operatorname {vec} (X)=\operatorname {vec} (Q)}
이 때 {\displaystyle I}은 항등행렬이고,  {\displaystyle {\bar {A}}}의 원소는 {\displaystyle A}의 원소의 복소켤레들이다.
위의 선형 방정식을 풀고나면 {\displaystyle \operatorname {vec} (X)}를 얻고, 이를 통해 {\displaystyle X}를 얻을 수 있다. 만약 {\displaystyle A}가 안정한 경우,  {\displaystyle X}는 다음과 같이 구할 수도 있다.
{\displaystyle X=\sum _{k=0}^{\infty }A^{k}Q(A^{H})^{k}}.

### 연속 시간
이산 시간의 경우와 마찬가지로 {\displaystyle \operatorname {vec} }를 이용하여 다음의 선형 방정식을 얻을 수 있다.
{\displaystyle (I\otimes A+{\bar {A}}\otimes I)\operatorname {vec} (X)=-\operatorname {vec} (Q),}
만약 {\displaystyle A}가 안정한 경우, {\displaystyle X}는 다음과 같이 구할 수도 있다.
{\displaystyle X=\int \limits _{0}^{\infty }e^{A\tau }Qe^{A^{H}\tau }d\tau }.

## 컴퓨터를 이용한 해의 계산
소프트웨어를 이용하여 랴푸노프 방정식의 해를 구할 수 있다.  이산 시간의 경우는 키타가와의 슈어 방법(the Schur method of Kitagawa (1977))이 자주 사용된다. 연속 시간의 경우는 바터와 슈튜어트의 방법(method of Bartels and Stewart (1972))을 사용한다.

## 같이 보기
- 실베스터 방정식(Sylvester equation)

## 참고 문헌
- Kitagawa: An Algorithm for Solving the Matrix Equation X = F X F' + S, International Journal of Control, Vol. 25, No. 5, p745–753 (1977).
- R. H. Bartels and G. W. Stewart: Algorithm 432: Solution of the matrix equation AX + XB = C, Comm. ACM, 15 (1972), p820-826.